# St. Martin (Möderndorf)

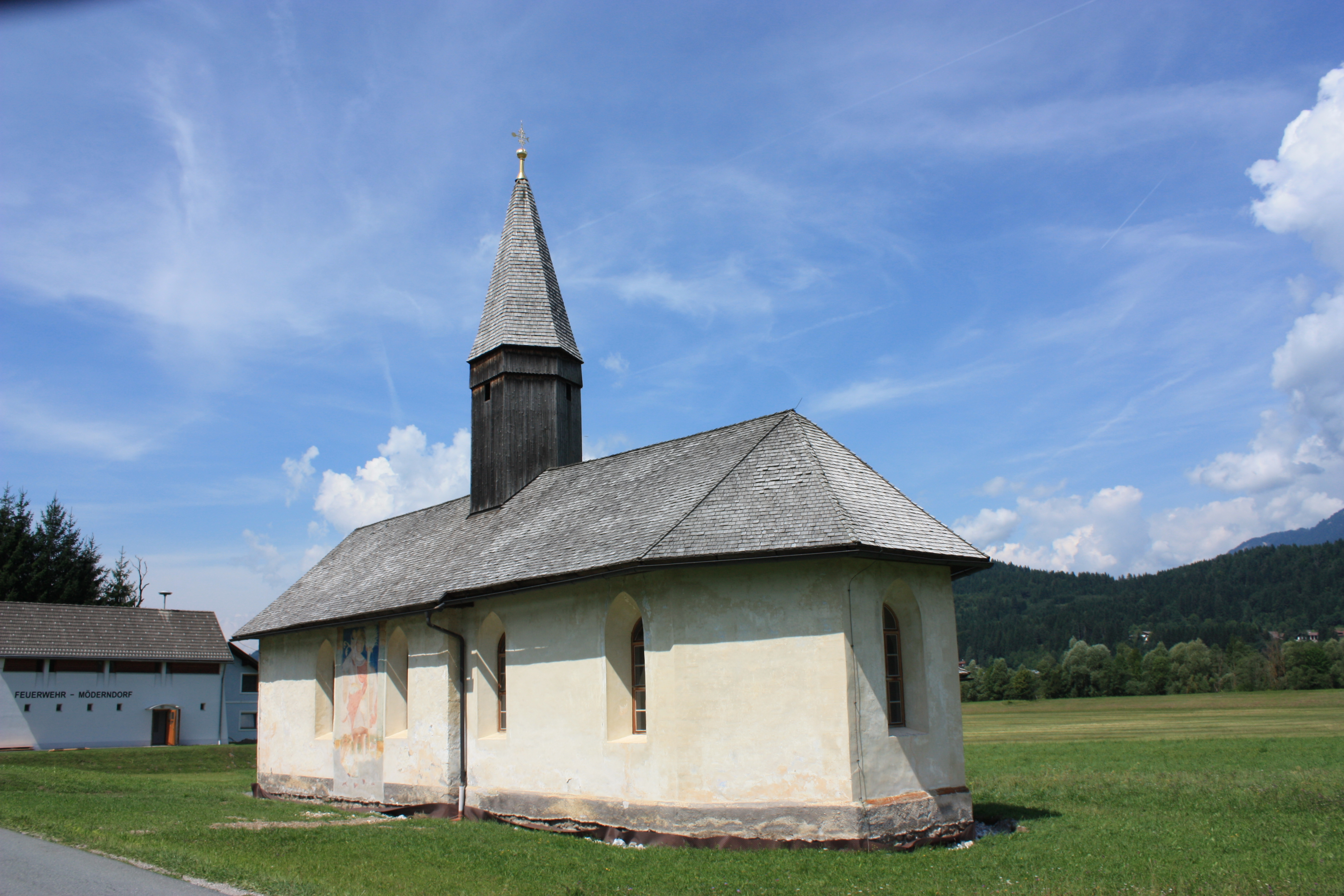

Die römisch-katholische Filialkirche Möderndorf in der Gemeinde Hermagor ist dem heiligen Martin geweiht und gehört zur römisch-katholischen Pfarre Hermagor. Die Kirche wurde erstmals 1483 als neu errichtet, aber noch nicht geweiht erwähnt.

## Baubeschreibung

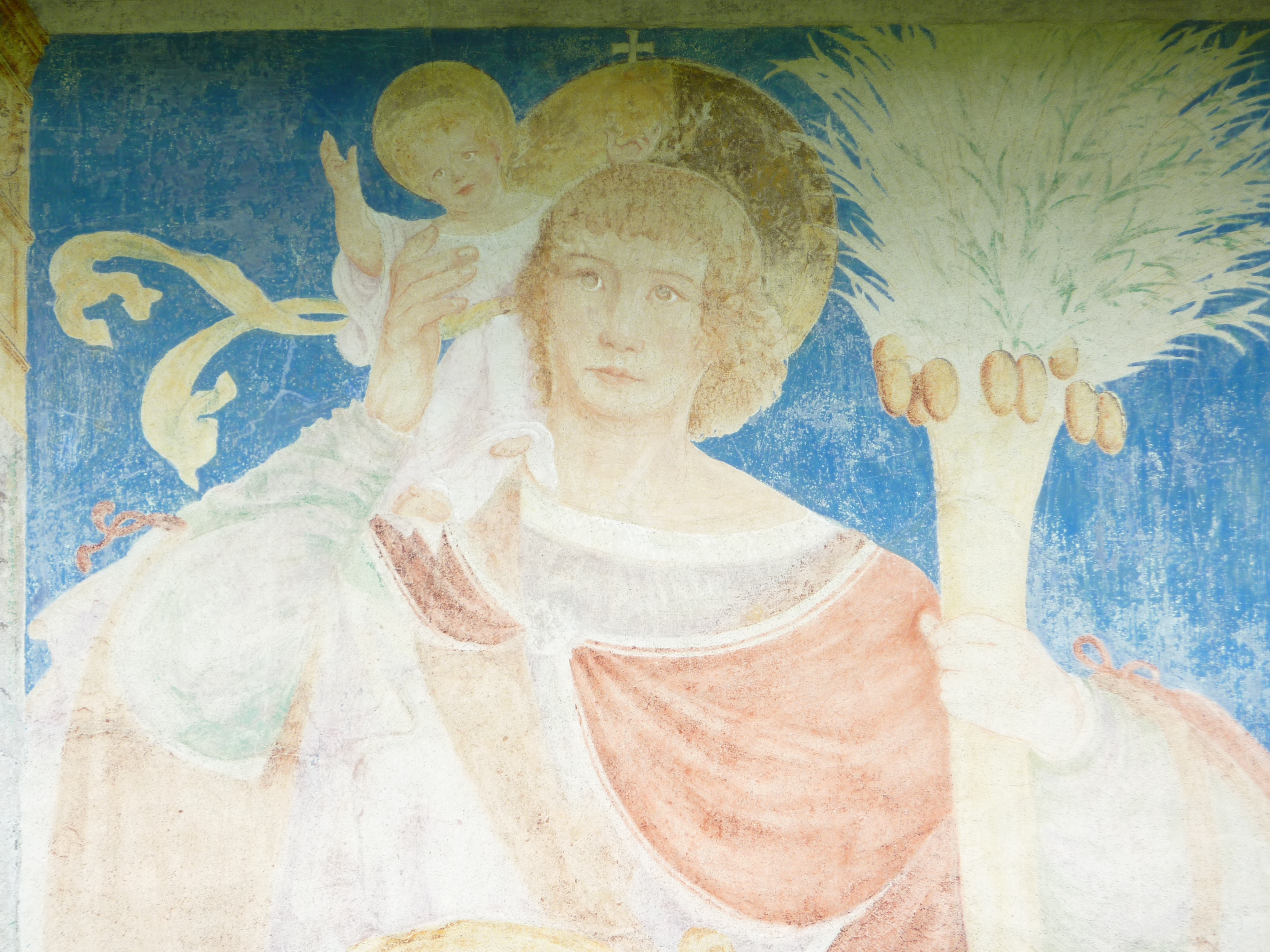
Ausschnitt aus dem Christophorusfresko, Urban Görtschacher zugeschrieben

Die Kirche ist ein kleiner, langgestreckter, spätgotischer Bau des 15. Jahrhunderts. Das zweiachsige Langhaus und der zweijochige, ein wenig eingezogene Chor mit einem Fünfachtelschluss stehen unter einem gemeinsamen Dach. Der sechsseitige Dachreiter in der Mitte des Baus wird von einem Spitzhelm bekrönt. Nördlich vom Chor ist eine niedrige Sakristei angebaut. Das Christophorusfresko ist mit gemalten Renaissancepilastern gerahmt. Es entstand um 1525 und wird Urban Görtschacher zugeschrieben. Der Chor und das Langhaus besitzen Lanzettfenster, am Sakristeianbau und links des Westportals befinden sich Segmentbogenfenster. Man betritt die Kirche durch ein spitzbogiges, profiliertes Portal mit einer Holztür mit spätgotischen Beschlägen und Schlüsselfang.
Im flachgedeckten Langhaus steht eine hölzerne Westempore. Ein eingezogener, rundbogiger Triumphbogen mit einer tiefen Laibung verbindet das Langhaus mit dem Chor. Im Chor ruht ein Sternrippengewölbe auf Konsolen. Die Schlusssteine sind neu bemalt; einer ist mit 1480 bezeichnet. Die Gemälde in den Lünetten der Chorwände zeigen Halbfiguren der Evangelisten. Von der Chornordwand führt ein Rundbogenportal in die kreuzgratgewölbte Sakristei.

## Einrichtung
Der um 1680 entstandene Hochaltar besteht aus einem zweigeschoßigen Doppelsäulenaufbau mit reichem Knorpelwerk und einem gesprengten Volutengiebel als Aufsatz. Der Altar trägt im Hauptgeschoß eine gotische Statue des heiligen Martin und im Aufsatz die Figur des heiligen Georg vom Ende des 17. Jahrhunderts.
Der Seitenaltar, ein Flügelaltar, ist der ehemalige Hochaltar und entstand kurz vor oder um 1520 in der Nickelsdorfer Werkstatt. Die um 1515 bemalten Flügel zeigen an der Innenseite die Heiligen Petrus und Johannes den Täufer, an der Außenseite die Pestheiligen Sebastian und Rochus. An der Predella sind die halbfigurig gemalten Heiligen Barbara, Katharina und Margaretha zu sehen. Der Schrein birgt eine um 1500 geschnitzte Figur des heiligen Martin. Im Gesprenge stehen eine rezente Gipsfigur einer Muttergottes sowie spätgotische Engelstatuetten aus dem frühen 16. Jahrhundert.
Der rechte Seitenaltar stand ursprünglich im Chor der benachbarten Filialkirche St. Urban ob Möderndorf und entstand um 1520. Die Figurengruppe der Heiligen Familie mit Heiligen Geist und Gottvater im Altarschrein aus der ersten Hälfte des 18. Jahrhunderts ersetzt die ursprünglichen Statuen der Heiligen Martin und Urban, die sich heute im Diözesanmuseum Klagenfurt befinden. An den beweglichen Flügeln sind an der Innenseite die gemalten Darstellungen der heiligen Florian und Sebastian und an der Außenseite die Verkündigung zu sehen. Die Standflügel geben die Heiligen Eustachius und Pantaleon wieder. Die Predella ist mit den Halbfiguren der vier lateinischen Kirchenväter bemalt. Im Gesprenge stehen drei neugotische Figuren.
Zur weiteren Ausstattung der Kirche zählen: eine Konsolstatuette der Maria Himmelkönigin aus dem bäuerlichen Frühbarock sowie die Kanzel aus dem letzten Viertel des 17. Jahrhunderts.